# Hocus Pocus : Les Trois Sorcières
Pour les articles homonymes, voir Abracadabra (homonymie) et Hocus Pocus.
Ne doit pas être confondu avec Les Sorcières d'Eastwick (film).
Série
Hocus Pocus 2
(2022)
Pour plus de détails, voir Fiche technique et Distribution.
Hocus Pocus : Les Trois Sorcières, ou Abracadabra au Québec, (Hocus Pocus) est un film américain réalisé par Kenny Ortega et sorti en 1993.

## Synopsis
En 1693 à Salem, la petite sœur de Thackery Binx se fait enlever par les sœurs Sanderson, trois sorcières nommées Winifred, Sarah et Mary. Binx affronte les sorcières, mais elles réussissent à voler la force vitale de sa sœur pour se rajeunir. Après cela, les sorcières transforment Binx en un chat condamné à vivre à tout jamais hanté par son échec. Alors que les sorcières se font arrêter par les habitants de Salem pour être pendues, Winifred maudit Salem, prophétisant leur retour sur Terre grâce à un être pur et vierge le jour d’Halloween.
300 ans plus tard, en 1993, Max Dennison, un adolescent qui a déménagé à Salem avec sa famille, ne croit pas aux sorcières et aux fantômes, contrairement à Alisson, une fille de sa classe dont il est amoureux. Le soir d'Halloween, il se voit obligé d'accompagner sa jeune sœur Dani pour sa tournée de bonbons. Max, Dani et Alisson se retrouvent ainsi dans la vieille maison des trois sœurs Sanderson. Max allume la bougie à flamme noire et les trois sorcières reviennent à la vie.
Les sorcières tentent de tuer Dani, jusqu’à ce que Max les interrompe et s’échappe avec le grimoire de Winifred, grâce à l’aide de Binx, toujours sous sa forme de chat. Celui-ci emmène le groupe dans un vieux cimetière où ils seront protégés des sorcières, car c'est une terre sacrée. Les sorcières finissent par les rattraper au cimetière où Winifred ressuscite son ancien amoureux Billy Butcherson, le zombie part à la recherche des enfants.
La magie qui les a fait renaître ne marchant que pour la nuit d'Halloween, les sorcières parcourent la ville pour trouver des enfants afin de les manger sinon elles finiront en poussière au lever du soleil. Après avoir tenté de prévenir les adultes du retour des sorcières, Winifred jette un sort pour les faire danser indéfiniment. Max, Allison, Dani et Binx fuient pour ensuite attirer les sorcières dans un four à poterie du lycée pour les y brûler. Ils croient s’être débarrassés des sorcières, alors qu’elles peuvent ressusciter jusqu’au lever du soleil à cause du sort.
Ignorant que les sorcières sont encore en vie, les enfants et Binx rentrent à la maison pour se reposer. Au réveil et pour aider Binx, Max et Allison ouvrent le grimoire pour annuler le sort mais le grimoire indique l'emplacement des enfants aux sorcières. Celles-ci partent en balais volant pour kidnapper Dani et Binx tout en récupérant le grimoire. Sarah utilise ensuite son chant hypnotique pour faire venir les enfants de Salem jusqu’à la demeure des trois sœurs. Max et Allison réussissent à sauver à temps Dani et Binx et bernent les sorcières en leur faisant croire que c’est déjà l’aube.
De retour au cimetière, Billy retrouve les enfants et utilise le couteau de Max pour couper la couture de sa bouche pour enfin insulter Winifred révélant qu’il est du côté des enfants pour arrêter les sorcières. Les sorcières attaquent; Winifred parvient à attraper Dani et essaie de voler sa jeunesse en la forçant à boire sa dernière potion. Binx intervient à temps pour faire tomber le flacon, que Max attrape. Il boit la potion pour obliger les sorcières à le prendre lui plutôt que Dani. Ne voyant pas que le soleil va bientôt se lever, Winifred commence à aspirer la jeunesse de Max. Tandis que Sarah et Mary sont projetées au loin, Max continue à lutter contre Winifred en réussissant à la faire tomber à terre. Winifred tente de réaspirer la vie de Max mais elle est changée en statue de pierre. Sarah et Mary disparaissent en poussière dans des faisceaux lumineux, suivis de leur sœur pétrifié.
Binx est libéré de la malédiction une fois les sorcières vaincues et retrouve sa sœur Emily pour enfin rejoindre l'au-delà, alors que Billy retourne dans sa tombe retrouver le repos éternel. Dans la maison des sorcières le grimoire de Winifred a toujours l’œil ouvert, présageant le retour prochain des sœurs Sanderson.

## Fiche technique
Sauf indication contraire, les informations mentionnées dans cette section peuvent être confirmées par la base de données cinématographiques IMDb,  présente dans la section « Liens externes ».
- Titre original : Hocus Pocus
- Titre français : Hocus Pocus : Les Trois Sorcières
- Titre québécois : Abracadabra
- Réalisation : Kenny Ortega
- Scénario : Mick Garris, Neil Cuthbert d'après une histoire imaginée par Mick Garris et David Kirschner
- Direction artistique : Nancy Patton
- Décors : Rosemary Brandenburg
- Costumes : Mary E. Vogt
- Maquillage : John M. Elliott Jr., Kevin Haney, Lee Harman, Steve LaPorte
- Coiffure : Richard Sarre, Alicia M. Tripi
- Photographie : Hiro Narita
- Effets spéciaux : Donald T. Black, Louis R. Cooper, Geno Crum, Greg Curtis, Donald Frazee, Logan Frazee, Terry D. Frazee
- Son : Darin Knight
- Montage : Peter E. Berger (en)
- Cascades : Glenn R. Wilder (coordination)
- Musique : John Debney
- Production : Steven Haft, David Kirschner ; Ralph Winter (déléguée) ; Jay Heit (associée) ; Bonnie Bruckheimer (co-production)
- Sociétés de production : Walt Disney Pictures, Touchwood Pacific Partners 1, Rhythm & Hues Studios
- Sociétés de distribution : Buena Vista Distribution Company
- Budget : 28 000 000 $ US (estimation)[1].
- Pays d'origine :  États-Unis
- Langue originale : anglais, français
- Format : Couleur (Technicolor) - 35 mm (Panavision) - 1,85:1 - son Dolby Digital
- Genre : Comédie horrifique et fantastique
- Durée : 96 minutes
- Dates de sortie :
  - États-Unis : 16 juillet 1993
  - France : 26 janvier 1994

## Distribution
- Bette Midler (VF : Élisabeth Wiener ; VQ : Lénie Scoffié) : Winifred Sanderson, dite Winnie
- Sarah Jessica Parker (VF : Marie Vincent ; VQ : Linda Roy) : Sarah Sanderson
- Kathy Najimy (VF : Monique Thierry ; VQ : Johanne Léveillé) : Mary Sanderson
- Omri Katz (VF : Tony Marot ; VQ : Nicola Pensa) : Max Dennison
- Thora Birch (VF : Morgane Flahault ; VQ : Claudia-Laurie Corbeil) : Dani Dennison
- Vinessa Shaw (VF : Laurence Crouzet ; VQ : Violette Chauveau) : Allison
- Sean Murray (VF : Alexandre Gillet ; VQ : Jacques Lussier) : Thackery Binx
- Charles Rocket (VF : Renaud Marx ; VQ : Daniel Picard) : Dave Dennison
- Stephanie Faracy (VF : Micky Sébastian) : Jenny Dennison
- Amanda Shepherd (VF : Amélie Morin) : Emily Binx
- Larry Bagby (VF : David Kruger ; VQ : Olivier Visentin) : Ernie / Ice
- Tobias Jelinek (VF : William Coryn ; VQ : Joël Legendre) : Jay
- Doug Jones (VF : Lionel Henry) : Billy Butcherson[2]
- Kathleen Freeman (VQ : Béatrice Picard) : miss Olin
- Don Yesso (VF : Pascal Renwick VQ : Benoît Rousseau) : le chauffeur du bus
- Garry Marshall (VF : Jean-Pierre Leroux ; VQ : Jean-Marie Moncelet) : l'homme déguisé en diable
- Penny Marshall (VF : Béatrice Delfe) : la femme du diable
- Norbert Weisser : le père de Thackery

## Sorties
Sauf indication contraire, les informations mentionnées dans cette section peuvent être confirmées par la base de données cinématographiques IMDb,  présente dans la section « Liens externes ».

### Sorties cinéma
- États-Unis : 16 juillet 1993
- Irlande : 22 octobre 1993
- Brésil : 29 octobre 1993
- Espagne : 29 octobre 1993
- Royaume-Uni : 29 octobre 1993
- Danemark : 5 novembre 1993
- Islande : 5 novembre 1993
- Allemagne : 6 janvier 1994
- Argentine : 13 janvier 1994
- Italie : 14 janvier 1994
- France : 26 janvier 1994
- Suède : 28 janvier 1994
- Australie : 31 mars 1994
- Japon : 8 octobre 1994

### Sorties directement en vidéo
- Hongrie : 15 septembre 1994
- Grèce : 8 octobre 1994

## Box-office
Sauf mention contraire, les informations suivantes sont issues de Box Office Mojo.
- États-Unis 
  - 1er week-end aux : 8 125 471 $ US (du 16 juillet 1993 au 18 juillet 1993)
  - Total : 39 514 713 $ US

## Distinctions

### Récompenses
- Saturn Awards 1994 : Meilleurs costumes pour Mary E. Vogt
- Young Artist Awards 1994 : Meilleure jeune actrice dans un rôle principal au cinéma pour Thora Birch (partagé avec Christina Vidal pour Graine de star)

### Nominations
- Awards Circuit Community Awards 1993
  - Meilleurs costumes pour Mary E. Vogt
  - Meilleurs maquillages et coiffures pour John M. Elliott Jr., John Calpin et Steve LaPorte
- Saturn Awards 1994 : 
  - Meilleur film de fantasy
  - Meilleure actrice pour Bette Midler
  - Meilleure actrice dans un second rôle pour Kathy Najimy et Sarah Jessica Parker
  - Meilleurs effets spéciaux pour Buena Vista Visual Effects et Matte World Digital
- Young Artist Awards 1994 : 
  - Meilleure jeune actrice dans un rôle principal au cinéma pour Vinessa Shaw
  - Meilleur jeune acteur dans un rôle principal au cinéma pour Omri Katz et Sean Murray
  - Meilleur jeune acteur dans une voix-off rôle Voiceover Role - TV or Movie pour Jason Marsden

## Autour du film
- Le film a été principalement tourné au sein des Walt Disney Studios de Burbank en Californie ainsi qu'une semaine de prises de vues à Salem dans le Massachusetts[4].
- Le film utilise pour les scènes de vol des sorcières des câbles tendus à travers le studio de tournage[4].
- Film devenu culte[5], il serait plus difficile à faire aujourd'hui en 2023 n'hésitant pas à montrer des thèmes sombres : enlèvement, meurtre, mais le scénario rétablit l’équilibre étant corrigé pour partie en mettant en avant les valeurs de pardon puis l’entraide entre les personnes[6], représentant une certaine naïveté des années Disney 1990, montrant aussi durant cette époque des séries à l'instar de Chair de poule, Fais-moi peur !, Les Contes de la crypte où des films comme Jack-O (1995) et Sleepy Hollow (1999), aujourd'hui[7]: le film étant également néanmoins interdit aux moins de 9 ans vu certaines scènes d'après filmspourenfants.com (voir plus bas).

## Suite
Une suite au film, initialement intitulée Hocus Pocus 2: Rise of the Elderwitch, a été annoncée en 2012 puis annulée. Le 11 décembre 2020, lors de la journée des investisseurs, la suite est enfin confirmée et le logo de ce nouveau volet dévoilé. Les actrices Bette Midler, Sarah Jessica Parker et Kathy Najimy ont confirmé reprendre leur rôles respectifs. La suite est sortie le 30 septembre 2022 sur la plateforme Disney+.